# 西方利馬
西方 利馬（にしかた としま、1883年（明治16年）3月17日 - 1973年（昭和48年）11月8日）は、日本の実業家、政治家。衆議院議員（6期）。

## 経歴
山形県東置賜郡中川村（現・南陽市）で、旧米沢藩の中山城代家中（陪臣）の西方家に生まれる。1919年中央大学法律科卒。中山葡萄、山形新聞各社長、山形県議、山形県体育会長などを務め、1924年の第15回衆議院議員総選挙において山形県第4区（当時、小選挙区）から立憲政友会公認で立候補して初当選。以来当選6回。立憲政友会総務、内閣東北局委員、内務省委員などを歴任する 。
戦後、大政翼賛会の推薦議員のため、公職追放となる。1951年追放解除。1973年死去。